# Robert Meyn
Robert Meyn (* 16. Januar 1896 in Hamburg; † 2. März 1972 ebenda) war ein deutscher Schauspieler.

## Leben

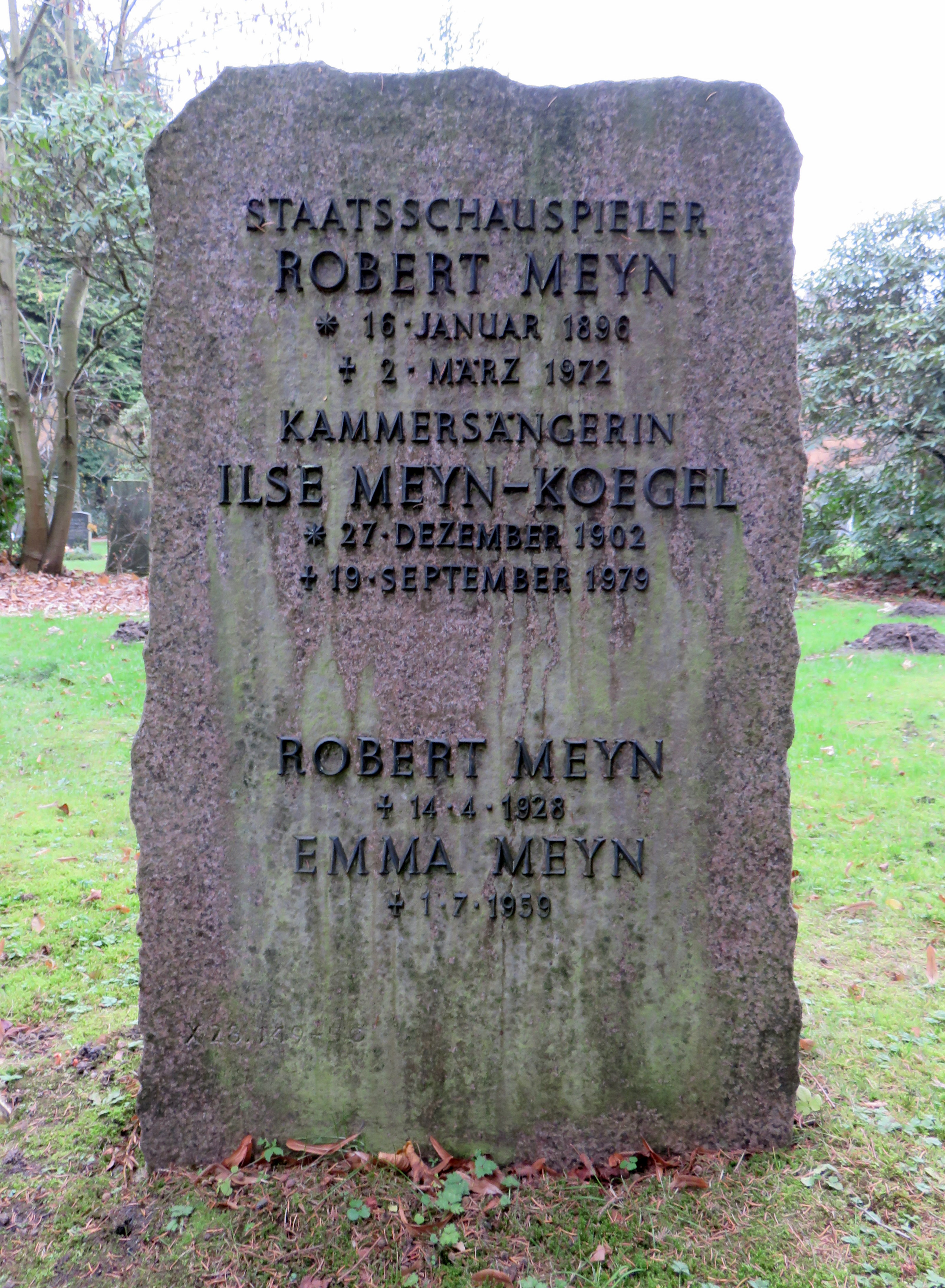
Grabstätte Robert Meyn auf dem Ohlsdorfer Friedhof

Der Sohn eines Kaufmanns erhielt 1911 bis 1912 eine Schauspielausbildung am Deutschen Schauspielhaus in Hamburg. Dort hatte er 1914 sein Debüt. Es folgten Engagements in Nürnberg (1918), Breslau, Berlin (1926/27 an den Baranowsky-Bühnen) und Leipzig (ab 1927). 1932 kehrte er an das Schauspielhaus in Hamburg zurück. Außer als Schauspieler arbeitete er dort auch als Regisseur. Von 1942 bis 1945 war er als Vorgänger von Willy Maertens drei Jahre lang Intendant des Hamburger Thalia-Theaters.
Eine seiner ersten Filmrollen war die Rolle des Stiefvaters im Film Die Sünderin von 1951 mit Hildegard Knef. Am bekanntesten wurde er durch seine Rolle des Sir John in der Abenteuerserie Percy Stuart mit Claus Wilcke. Weitere Film- und Fernsehauftritte hatte Meyn in Des Teufels General, Sparks in Neu-Grönland, Orden für die Wunderkinder, Dr. Murkes gesammeltes Schweigen, Bekenntnisse des Hochstaplers Felix Krull, Dr. Crippen lebt, Der Hauptmann von Köpenick (1956), Ludwig II. und in der ersten deutschen Farbfernsehserie Adrian der Tulpendieb (1966).
Bei einem seiner eher seltenen Ausflüge ins Synchronstudio lieh er Alec Guinness als Fagin in Oliver Twist seine sonore Stimme.
Der Staatsschauspieler Robert Meyn war verheiratet mit der Opernsängerin Ilse Koegel. Sein Sohn Jochen-Wolfgang Meyn (1932–2013) war gleichfalls Schauspieler.
Seine Grabstätte befindet sich auf dem Hamburger Friedhof Ohlsdorf im Planquadrat X 28 südwestlich von Kapelle 6.

## Filmografie (Auswahl)
- 1951: Die Sünderin
- 1951: Kommen Sie am Ersten
- 1952: Klettermaxe
- 1953: Käpt’n Bay-Bay
- 1954: Die letzte Brücke
- 1954: Im sechsten Stock (Fernsehen)
- 1954: Drei vom Varieté
- 1955: Die Toteninsel
- 1955: Drei Mädels vom Rhein
- 1955: Ludwig II. – Glanz und Elend eines Königs
- 1955: Des Teufels General
- 1955: Die letzte Nacht der Titanic (Fernsehen)
- 1955: Es geschah am 20. Juli
- 1955: In Hamburg sind die Nächte lang
- 1956: Ich suche Dich
- 1956: Drei Birken auf der Heide
- 1956: Teufel in Seide
- 1956: Der Hauptmann von Köpenick
- 1956: Skandal um Dr. Vlimmen
- 1956: Anastasia, die letzte Zarentochter
- 1956: Jeanne oder Die Lerche (Fernsehen)
- 1957: Glücksritter
- 1957: Bekenntnisse des Hochstaplers Felix Krull
- 1957: Der Richter und sein Henker (Fernsehen)
- 1957: Es wird alles wieder gut
- 1958: Dr. Crippen lebt
- 1958: Gefährdete Mädchen
- 1958: Nachtschwester Ingeborg
- 1958: Schmutziger Engel
- 1958: Grabenplatz 17
- 1958: Blitzmädels an die Front
- 1958: Der Maulkorb
- 1958: 13 kleine Esel und der Sonnenhof
- 1958: Colombe (Fernsehen)
- 1959: Vater, Mutter und neun Kinder
- 1959: Der Mann, der sich verkaufte
- 1959: Kriegsgericht
- 1959: Der Rest ist Schweigen
- 1960: Stahlnetz: Verbrannte Spuren
- 1960: Am Abend ins Odeon
- 1962: Seelenwanderung (Fernsehen)
- 1963: Orden für die Wunderkinder (Fernsehen)
- 1963: Der Maulkorb (Fernsehen)
- 1963: Der Hexer (Fernsehen)
- 1964: Die Gardine (Fernsehen)
- 1964: Der Seitensprung
- 1964: Sie werden sterben, Sire (Fernsehen)
- 1964: Die Cocktailparty (Fernsehen)
- 1964: Doktor Murkes gesammeltes Schweigen (Fernsehen)
- 1965: Man soll den Onkel nicht vergiften (Fernsehen)
- 1965: Romulus der Große (Fernsehen)
- 1965: Die Chinesische Mauer
- 1966: Der Richter von London (Fernsehen)
- 1966: Adrian der Tulpendieb (Fernsehserie)
- 1966: Hinter diesen Mauern (Fernsehen)
- 1968: Professor Columbus
- 1969: Percy Stuart (Fernsehserie)
- 1969: Sieben Tage Frist
- 1969: Die Kuba-Krise 1962 (Fernsehfilm)
- 1969: Hotel Royal (Fernsehfilm)
- 1970: Heintje – Einmal wird die Sonne wieder scheinen
- 1971: Sparks in Neu-Grönland (Fernsehen)
- 1971: Annemarie Lesser (Fernsehen)
- 1972: Novellen aus dem wilden Westen (Fernsehserie)

## Theater (Regie)
- 1956: Hermann Bahr: Das Konzert – (Deutsches Theater Berlin – Kammerspiele)